# Torrin
Torrin (Schots-Gaelisch: Na Torran) is een dorp in de Schotse lieutenancy Ross and Cromarty in het raadsgebied Highland op het eiland Skye.
Het ligt aan de oever van Loch Slapin.